# 라우드커뮤니케이션즈
라우드커뮤니케이션즈(LOUD COMMUNICATIONS)는 대한민국의 e-스포츠 전문기업으로 2014년 3월 프로게이머 출신 방송인 홍진호, 프로그래머 이두희, 전직 게이머 서경종이 설립했다. 회사 설립 직후 서경종의 인터뷰에 의하면 스틸에잇은 전직 프로게이머들의 권익 보호를 목적으로 한 '게이머 에이전시'(gamer agency)다.  이후에도 스틸에잇은 '게이머를, 게이머를 위한, 게이머에 의한 회사'란 슬로건 아래 각종 e스포츠 대회를 유치, 주관했으며 직접 프로게임단을 운영하기도 한다. 또한 콩두컴퍼니 스스로는 자신을 게이머들이 e스포츠와 엔터테이너를 결합한 e스포테이너로 키워내기 위한 'e스포테인먼트 기업'이라 부른다. 2018년 9월 20일 회사명을 스틸에잇으로 변경하였다가 2020년 10월 15일 라우드G 제작사와 합병하면서 라우드커뮤니케이션즈로 사명을 변경했다.

## 게임 대회 운영
- 2014년 2월 : '스타 파이널포' (스타크래프트1)
- 2014년 6월 : 콩두 스타즈 파티 시즌1 (스타크래프트1)
- 2014년 8월 : 콩두 스타즈 파티 인 차이나 (스타크래프트1)
- 2014년 12월 : 헝그리앱 스타즈리그 (스타크래프트1)
- 2015년 8월 : MSI WSL 시즌3 (스타크래프트2 여성리그)
- 2015년 10월 : 반트36.5 대국민 스타리그 (스타크래프트1)
- 2016년 7월 ~ 현재 : 아프리카TV 스타리그 (스타크래프트1)

## 팀 그리핀
2016년 11월 2일 팀 콩두라는 이름으로 창단하여 2018년 9월 20일 사명 변경에 따라 팀명도 그리핀으로 변경되어 현재에 이르고 있으며 2020년 현재 크레이지레이싱 카트라이더, 배틀그라운드, 에이펙스 레전드 등 3개 종목의 프로게임단을 운영 중이며 리그 오브 레전드 프로게임단은 2020년 8월 해체되었다.

## 주요 크루

### 스타크래프트
- 김택용
- 김정우
- 염보성
- 박성균
- 윤찬희
- 김성현
- 김승현
- 조기석
- 이제동

### 리그 오브 레전드
- 조재걸
- 방치영
- 이성덕

### 카트라이더
- 문호준

### 모바일 게임
- 한태식
- 정재영

### 배틀그라운드
- 힘쎈너구리

### 방송인
- 임성춘
- 이승원